# Lanceispora
Lanceispora es un género de hongos de la familia de Amphisphaeriaceae.